# 을축갑회도
을축갑회도(乙丑甲會圖)는 충청북도 청주시 흥덕구 청주고인쇄박물관에 있는 조선시대의 그림이다. 2018년 7월 13일 충청북도의 유형문화재 제135-1호로 지정되었다.

## 개요
청주지역 을축생(乙丑生) 향반 11인이 1660년(조선 현종1)에 갑계를 결성하여 이 가운데 7인이 1686년(숙종12) 갑회를 보살사에서 열었다. 화승 의인(義人)이 그림으로 남겨 후세에 전하기를 청하여 제작한 계회도이다.
중앙에서 유행했던 계회도 양식을 따르면서 인물의 얼굴이나 동자승과 같은 인물표현 등 지역적인 개성을 보여준다. 유형문화재 제135호 죽립갑계 문서의 내용이 그림에 충실히 반영되어 있고 17세기 충북 양반들의 계 문화 등을 보여주는 귀중한 자료라고 할 수 있다.

## 참고 문헌
- 을축갑회도 - 국가유산청 국가유산포털